# Класифікація релігій
Системи класифікації релігій оперують різними основами поділу.

## За рівнем розвитку
- ранні вірування — вірування первісної доби (анімізм, магія, тотемізм, культ предків). Віднесення цих світоглядних конструктів до релігій суперечливе.
- політеїстичні релігії;
- монотеїстичні релігії;
- синкретичні релігії, що утворилися внаслідок зрощування або злиття різних етнічних і світових релігій;
- нові релігійні течії.

## За статистичними даними
- за кількістю віруючих
- за відсотком віруючих до чисельності населення

## Комплексна класифікація
- Дорелігійні і ранні релігійні вірування родоплемінних спільнот.
- Національні релігії, до яких відносять ранні та пізні етнічні вірування.
- Світові релігії.
- Нетрадиційні релігії — новітні релігійні рухи.

Крім того, релігії класифікують за часом виникнення, ступенем організації релігійних спільнот, наявністю державного статусу та ін.